# Navegação eletrônica
Navegação electrónica é o uso de equipamentos, tais como o GPS actualmente, que dão indicações relativas à posição e rumo.
Essas informações, que eram anteriormente obtidas por observações e calculos, estão agora disponíveis de forma instantanêa. Ou seja, não há alteração do métodos, mas sim dos instrumentos, utilizados na navegação.

## Equipamentos electrónicos de navegação
- GPS
- Radio Loran
- NavSat